# Space-based Multi-band Variable astronomical Objects Monitor
SVOM
SVOM (acronyme de Space-based multi-band astronomical Variable Objects Monitor) est un observatoire spatial gamma et X franco-chinois  qui a pour objectif de détecter les sursauts gamma, d'en déterminer les caractéristiques et la localisation et de permettre leur suivi par les observatoires terrestres. Pour remplir cet objectif, il comporte plusieurs instruments. Le télescope gamma à masque codé ECLAIRs est chargé de détecter le sursaut dont le pic d'énergie est mesuré par GRM. Le télescope à rayons X MXT et le télescope en lumière visible VT doivent affiner sa localisation. Enfin des instruments au sol (instruments déployés spécifiquement pour la mission et grands observatoires terrestres), poursuivent les observations (dans la mesure du possible identification de l'objet source, mesure de son éloignement, caractéristiques spectrales durant les différentes phases des émissions du sursaut) pendant plusieurs heures après le sursaut.
Les caractéristiques de SVOM sont proches de celles de l'observatoire spatial Swift développé par la NASA, qui a été placé en orbite en 2004 et est toujours opérationnel en 2024. Par rapport à celui-ci il est optimisé pour les sursauts de faible intensité et ceux ayant un décalage vers le rouge très important (étoiles apparues durant la phase de réionisation). Un des objectifs majeurs de la mission est de parvenir à démontrer que les sursauts gamma courts sont déclenchés par la fusion d'objets compacts (étoile à neutron ou trou noir) et à les associer à la détection d'ondes gravitationnelles.    
SVOM résulte d'une collaboration, qui a débuté en 2014, entre  les agences spatiales française (CNES) et chinoise (CNSA) et l'Académie chinoise des sciences . Les principaux laboratoires impliqués  sont côté français l'IRFU (instrument MXT) et l'IRAP (instrument ECLAIRs) et côté chinois les Observatoires astronomiques nationaux de l'Académie des sciences de Chine (instrument VT et télescopes de suivi au sol GWAC et GFT), l'Institut des physiques de haute énergie (instrument GRM) et le Centre ingénierie de Shangaï pour les microsatellites (plateforme du satellite SVOM). L'observatoire spatial a été placé sur une orbite terrestre basse le 22 juin 2024 par un lanceur chinois Longue Marche 2C. Les observations seront effectuées durant au minimum 3 ans (mission primaire).

## Contexte
Le projet SVOM (acronyme de Space-based multi-band astronomical Variable Objects Monitor) prend la suite du projet ECLAIRs abandonné par l'agence spatiale française, le CNES, dont il reprend l'instrument principal. L'agence spatiale chinoise, le CNSA, fournit la plate-forme et deux des instruments de SVOM. Le CNES fournit deux autres instruments dont l'instrument principal ECLAIRs.

## Objectifs
SVOM doit permettre la détection de 100 sursauts gamma par an tout en observant l'émission rémanente associée en lumière visible et infrarouge. Les informations recueillies, dont les localisations précises, doivent être rapidement transmises aux observatoires au sol pour des observations complémentaires.

## Caractéristiques techniques du satellite
SVOM est un satellite d'environ 930 kg de forme parallélépipédique (1 × 1 × 2 m.).

## Instrumentation scientifique
Le satellite dispose d'une instrumentation couvrant à la fois le spectre gamma, X, visible et proche infrarouge.

### Télescope àrayons Xet gamma mou (ECLAIRs)
.

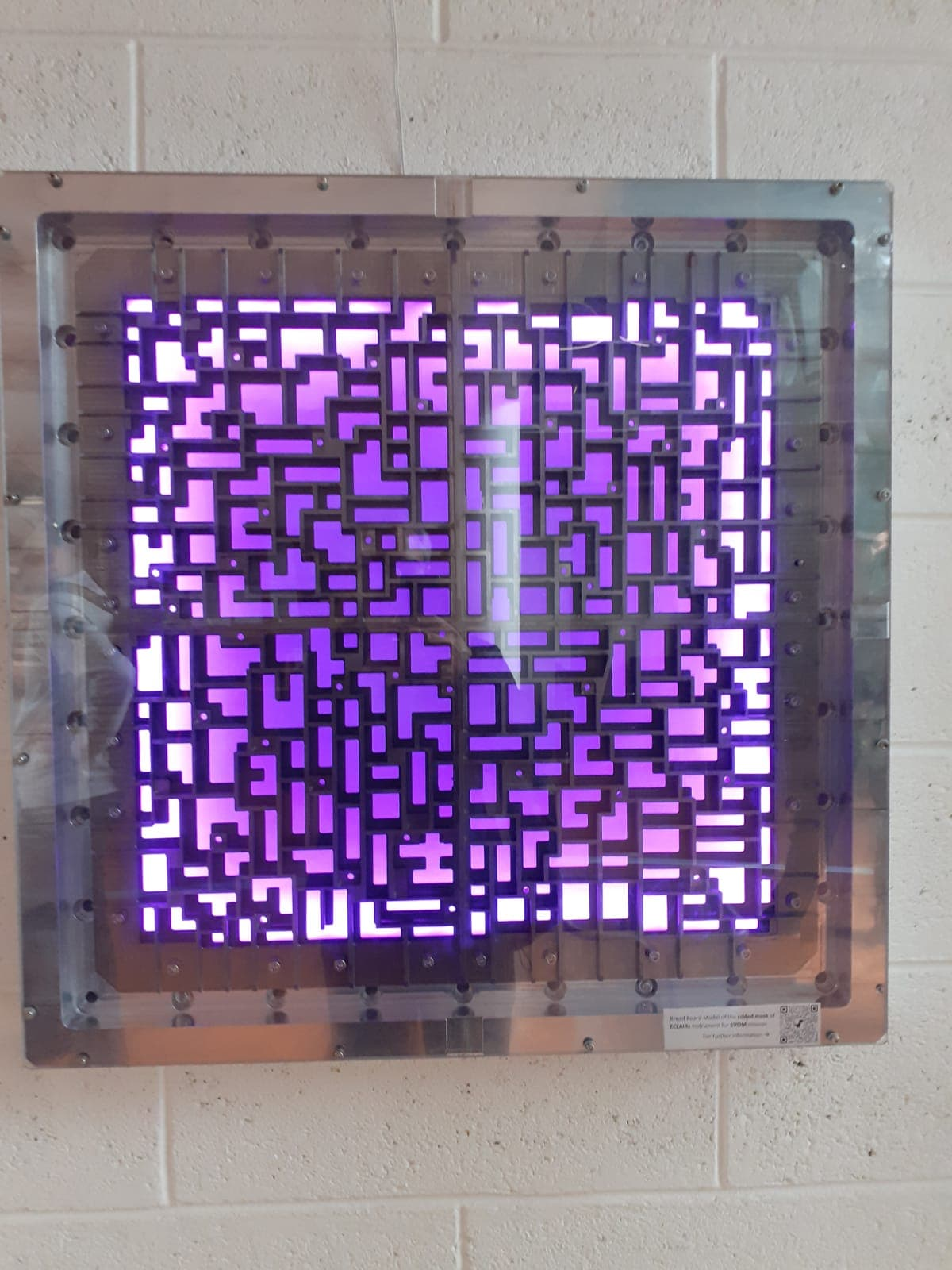
Masque codé de l'instrument ECLAIR du télescope SVOM.

ECLAIRs est l'instrument principal de SVOM : il s'agit d'un télescope gamma à masque codé grand champ (2 stéradian) observant le rayonnement X et gamma mou (énergie comprise entre 4 et 150 keV), qu'il utilise pour détecter et effectuer une première localisation des sursauts gamma. Le télescope est une contribution française développée par les laboratoires de recherche : l'Institut de recherche en astrophysique et planétologie (IRAP), l'Institut de recherche sur les lois fondamentales de l'univers (Irfu) et l'AstroParticule et Cosmologie (APC).

### Télescope àrayons X(MXT)
MXT (Microchannel X-Ray Telescope) est un télescope à rayons X à champ étroit (1,1 × 1,1°) fourni par le CNES. Il est mis en œuvre après la détection du sursaut gamma par ECLAIRs pour déterminer de manière plus précise la position du sursaut gamma en observant le début de l'émission rémanente. Il permet d'observer les rayons X mous (0,3 keV à 10 keV). Sur le plan technique, la partie optique utilise pour la première fois dans le monde la technique des micro-canaux pour faire converger le rayonnement X sur le détecteur. La résolution spatiale permise par le capteur CCD est inférieure à la minute d'arc (jusqu'à 20 secondes d'arc pour les sursauts les plus brillants) et la résolution énergétique est de 75 eV lorsque le rayonnement incident est de 1,5 keV. MXT est développé par l'Irfu en collaboration avec l'université de Leicester en Angleterre et l'Institut Max-Planck de physique extraterrestre à Garching bei München, en Allemagne.

### Détecteur de rayons gamma (GRM)
GRM (Gamma Ray Burst Monitor) est un détecteur de rayons gamma fourni par la Chine pouvant mesurer la courbe de lumière et le spectre des rayons X durs et des rayons gamma de basse énergie (30 keV à 5 MeV). L'instrument comprend 3 détecteurs ayant chacun un champ de vue de 2,6 stéradian. Ils sont disposés de manière que leur champ d'observation se recoupent (inclinaison de 30° par rapport à l'axe du satellite et espacement entre eux de 120°) de manière à permettre par triangulation une localisation grossière de la source (15°× 15°). Chaque détecteur est constitué d'un cristal d'iodure de sodium fixé sur un tube photomultiplicateur.

### Télescope optique (VT)
VT (Visible Telescope) est un télescope optique de type Ritchey-Chrétien de 40 cm d'ouverture et à champ étroit (26 × 26 minutes d'arc) qui observe la source gamma dans le visible (400 à 650 nm) et en proche infrarouge (650-950 nm). Deux capteurs CCD de 2 048 × 2 048 pixels situés au plan focal fournissent l'un une image dans le bleu (450 à 650 nm), l'autre dans le proche infrarouge (650 à 1 000 nm). Le télescope permet d'observer des étoiles de magnitude apparente 22,5 avec un temps de pose de 300 secondes. À partir d'une position approchée fournie par l'instrument MXT, il détermine la position de la source gamma avec une précision de quelques secondes d'arc. Le télescope est fourni par les Observatoires astronomiques nationaux de l'Académie des sciences de Chine.
| Instrument                           | ECLAIRs | MXT                                                              | VT                                                              | GRM                                    |
| ------------------------------------ | --- | ---------------------------------------------------------------- | --------------------------------------------------------------- | -------------------------------------- |
| Type                                 | Masque codé                                                                                                   | micro-canaux                                                     | Ritchey-Chrétien                                                | Détecteur à scintillation              |
| Fournisseur                          | France | France / Royaume-Uni                                             | Chine                                                           | Chine                                  |
| Spectre (énergie ou longueur d'onde) | X et gamma mou (4 keV -150 keV)                                                                               | Rayons X (0,2–10 keV)                                            | Infrarouge proche/Visible (400 nm - 1 000 nm)                   | Gamma (50 keV à 5 MeV)                 |
| Champ optique                        | 2 stéradians                                                                                                  | 23,6 × 23,6 minutes d'arc                                        | 1°                                                              | 3 × 2 stéradians                       |
| Précision localisation               | 16 minutes d'arc (4 pour les sources brillantes)                                                              | < 1 minute d'arc (20 secondes d'arc pour les sources brillantes) | 2 secondes d'arc                                                | 15°                                    |
| PSF                                  | ? | ?                                                                | ?                                                               | -                                      |
| Type détecteur                       | Tellurure de cadmium                                                                                          | Capteur CCD                                                      | Dispositif à transfert de charges                               | NaI                                    |
| Nombre d’éléments détecteurs         | 6 400 éléments                                                                                                | 256 × 256 pixels                                                 | 2 × 2 048 × 2 048 pixels                                        | 3                                      |
| Sensibilité                          | ? | ?                                                                | magnitude 22,5 sans filtre (temps d'exposition de 300 secondes) | ?                                      |
| Autres caractéristiques              | Surface du détecteur : 1 024 cm2 Élément détecteur : 4 mm × 4 mm × 1 mm Prévision sursauts détectés : ~80 /an | Prévision sursauts détectés : ~70 /an                            | Ouverture : 40 cm Prévision sursauts détectés : ~60 /an         | Prévision sursauts détectés : ~110 /an |
| Masse                                | 87 kg | 35 kg                                                            |                                                                 |                                        |

## Déroulement d'une détection

### Segment spatial
Lorsqu'il détecte un sursaut gamma, le satellite a la capacité de modifier en quelques minutes son orientation pour compléter l'étude de la source avec ses instruments fonctionnant dans le spectre des rayons X, infrarouge et visible. La durée de la mission est de 3 ans avec une extension possible de 2 ans,,.

### Segment terrestre
Pour effectuer une étude détaillée du sursaut gamma, son observation se poursuit au sol. La durée de la phase la plus lumineuse du sursaut est courte aussi lorsqu'elle est détectée ses coordonnées sont immédiatement transmises à des observatoires au sol pour permettre de compléter les informations recueillies avec celles d'observatoires terrestres plus puissants. La transmission s'effectue grâce à un réseau d'une quarantaine d'antennes réceptrices VHF implantées de manière à assurer une couverture complète de la zone intertropicale que le satellite survole. Les données sont transmises à une cellule créée pour la circonstance à Saclay, le FSC (French Science Center).
Après un premier traitement par le FSC, ces données sont transmises à deux télescopes fonctionnant de manière automatique les GFT (Ground Follow-up Telescope). Pour répondre aux besoins de la mission deux télescopes de ce type, ayant une ouverture d'au moins 1 mètre et couvrant le spectre visible et l'infrarouge proche, sont implantés respectivement à San Pedro Martin (Mexique) au titre de la participation française et à l'observatoire de Xinglong (Chine) au titre de la participation chinoise. Ces télescopes doivent fournir la position du sursaut gamma avec une précision d'environ 1 seconde d'arc et l'évolution du spectre. Les données collectées sont transmises au GCN (plateforme gérée par la NASA qui centralise et redistribue les détections des phénomènes célestes transitoires)  qui envoie alors un message d'alerte aux grands observatoires terrestres comme les télescopes optiques NTT et le VLT et le radiotélescope ALMA.
Ce réseau est complété par un ensemble de caméras baptisé GWAC (Ground-based Wide Angle Camera) constitué par 9 montures (4 caméras par monture) assurant une couverture globale de 5 000 degrés2 (la moitié du champ de ECLAIRs). Chaque caméra a une optique de 180 mm de diamètre, observe les émissions lumineuses dans le visible (entre 500 et 850 nm) et capte les images à l'aide d'un capteur CCD disposant de 4 096 × 4 096 pixels. L'objectif de ces caméras qui enregistrent en permanence est d'observer le ciel avant l'apparition du sursaut gamma pour identifier éventuellement des événements précurseurs. Ces caméras seront installées sur deux sites accompagnées d'un télescope de 60 cm et de plusieurs télescopes de 30 cm : un sous-ensemble de 18 caméras sera installé à l'observatoire interaméricain du Cerro Tololo (CTIO) au Chili et le deuxième sous-ensemble à l'observatoire ALI à l'ouest du Tibet.

## Déroulement de la mission

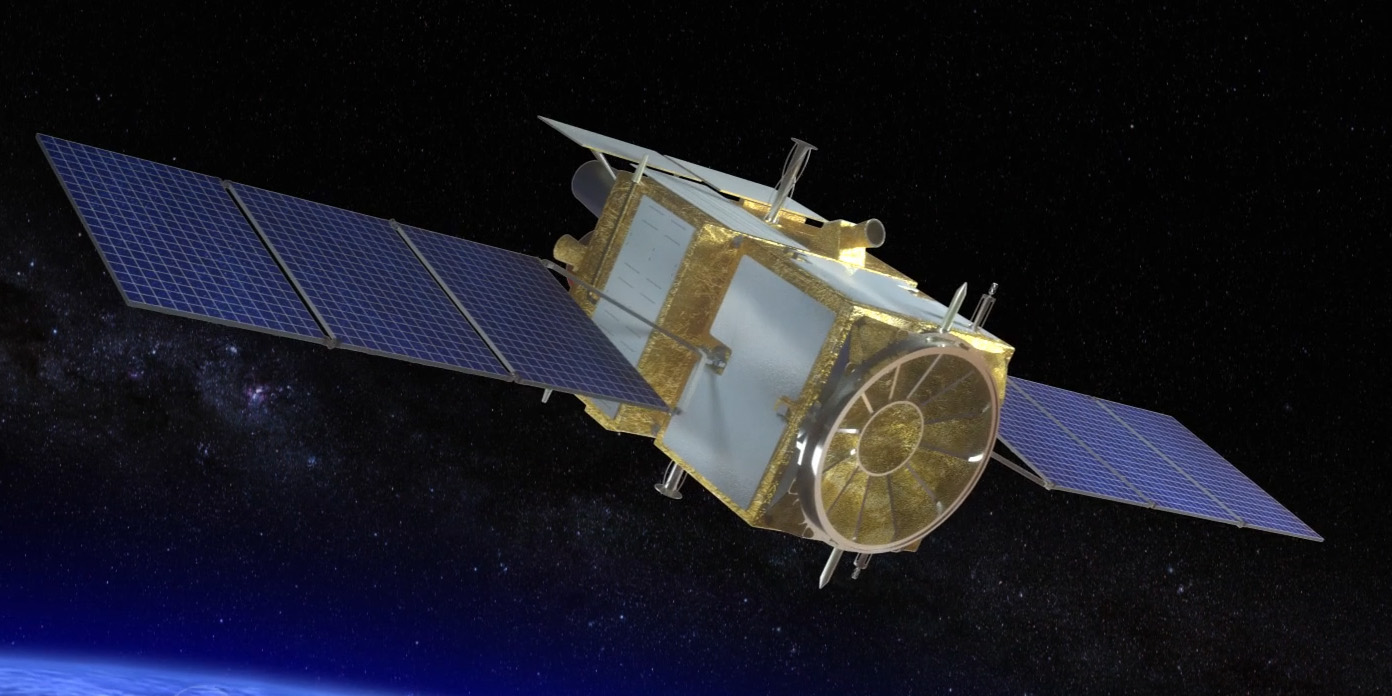
Vue d'artiste de l'observatoire spatial SVOM en orbite.

### Lancement et orbite
SVOM a été placé le 22 juin 2024 sur son orbite par un lanceur spatial chinois Longue Marche 2C  décollant de la base de lancement de Xichang (Chine). SVOM circule sur une orbite terrestre basse à une altitude de 625 km avec une faible inclinaison (30°) pour éviter les perturbations des régions polaires. Cette orbite est en partie imposée par la puissance du lanceur et la latitude de la base de lancement.

### Contraintes d'orientation
L'orientation du satellite répond à plusieurs contraintes, :
- pour maintenir le satellite et ses instruments dans la plage de température autorisée, une des faces de SVOM est constamment maintenue à plus de 90° du Soleil ce qui interdit l'observation de 50 % du ciel à un instant donné ;
- pour que les observatoires terrestres puissent prendre immédiatement le relais en cas de détection d'un sursaut gamma, SVOM  observe la région du ciel située à l'opposé du Soleil donc visible par les télescopes terrestres situés sur la face nocturne de la Terre. La contrepartie est que durant la moitié de l'orbite qui dure 95 minutes, les instruments ne peuvent pas fonctionner car la Terre s'interpose entre le ciel et l'engin spatial.

### Régions du ciel observées
Les régions du ciel observées répondent par ailleurs aux contraintes supplémentaires (non dépendantes de l'orientation) suivantes : 
- pour permettre aux télescopes terrestres les plus puissants (VLT, Hawaï, La Palma) d'observer le sursaut gamma dans les meilleures conditions, les régions du ciel privilégiées sont celles situées près du zénith de ces observatoires ;
- la région de la Voie Lactée est écartée car elle contient de nombreuses sources transitoires dans le domaine X et gamma qui peuvent être confondues à tort avec un sursaut gamma. Par ailleurs, la présence de poussière interstellaire gêne les observations de suivi ;
- la région de la source X  Scorpius X-1 située hors du plan galactique et extrêmement brillante est écartée pour ne pas perturber les mesures.